# 狭基毛蕨
狭基毛蕨（学名：Cyclosorus cuneatus），为金星蕨科毛蕨属下的一个植物种。